# Palazzo del Seggio

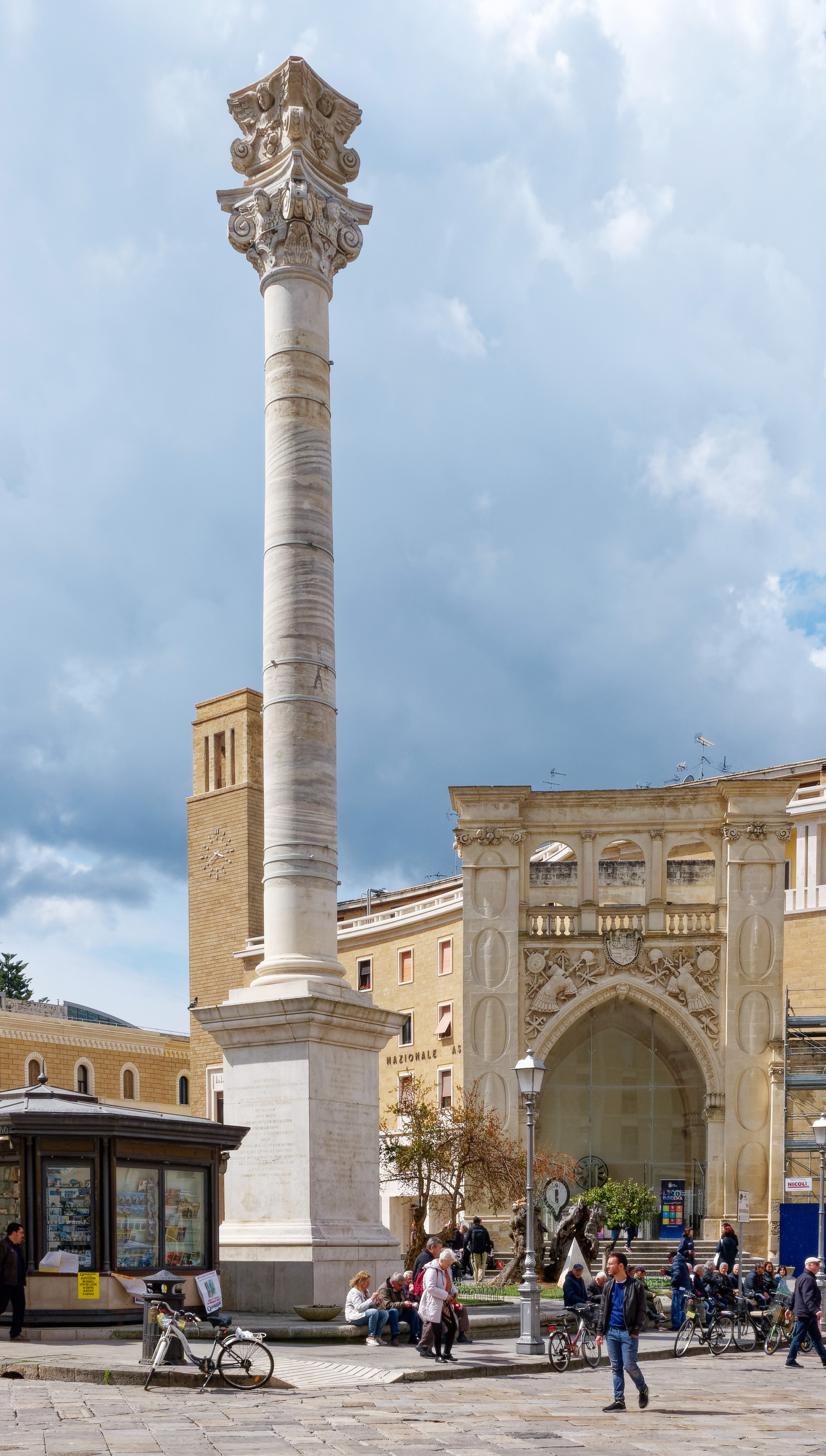
Pallazzo del Seggio (2023)

Il Palazzo del Seggio, più conosciuto come "Il Sedile", è un palazzo del centro storico di Lecce, sito in piazza Sant'Oronzo. Risale alla fine XVI secolo.

## Storia e descrizione
L'edificio fu costruito dall'architetto Alessandro Saponaro nel 1592 su incarico dell'allora doge veneziano Pietro Mocenigo, in sostituzione del vecchio abbattuto nel 1588.
La struttura, un'interessante mescolanza di spirito gotico e rinascimentale, è caratterizzata da quattro pilastri forati da ovuli che lasciano intravedere una colonna, fra cui si aprono grandi arcate a sesto acuto sormontate da logge e decorate da trofei. Il tipo di pilastro angolare richiama il modello ideato con molta probabilità da Gabriele Riccardi: lo stesso pilastro si può vedere, infatti, anche all'angolo della fiancata destra della Basilica di Santa Croce. Anticamente, come si osserva in stampe d'epoca della piazza, l'edificio era completato anche da un orologio sormontato da due statue.
A fianco vi è la chiesetta di San Marco.
Il Sedile fu utilizzato in passato per vari usi istituzionali e come luogo d'esposizione. Fino al 1851 è stato sede del Municipio della città, mentre oggi è destinato nuovamente a mostre d'arte ed esposizioni.